# Sukoanyar (Turi)
Sukoanyar is een bestuurslaag in het regentschap Lamongan van de provincie Oost-Java, Indonesië. Sukoanyar telt 2902 inwoners (volkstelling 2010).